# Marisol Santacruz
Marisol Santacruz (Mexikóváros, 1972. február 17. vagy 1972. február 16. –) mexikói színésznő, műsorvezető és komikus.

## Élete
Mexikóvárosban született. 
1991-ben szerepelt az Alcanzar una estrella II című sorozatban. 1994-ben a Marimarban Mónica szerepét játszotta. 1996-ban Ginát alakította a Cañaveral de pasiones című telenovellában. 1999-ben az Esperanza és az Acapulco szépe című sorozatokban szerepelt. 2011-ben szerepet kapott a Kettős élet című telenovellában.

## Filmográfia

### Telenovellák
- Libre para amarte (2013) - Alicia Palacio Robles / Marcela Palacio Robles
- Kettős élet (Dos hogares) (2011-2012) - Mara Sandoval de Lagos
- A csábítás földjén, Riválisok (Soy tu dueña) (2010) - Cecilia Rangel de Villalba
- Camaleones (2009-2010) - Magdalena Orozco
- Kedves ellenség (Querida enemiga) (2008) - Candelaria "Candy" Junco
- Rebelde (2004-2006) - Lourdes "Lulú" de la Riva
- Nina amada mía (2003) - Isabela Rivera de Uriarte / de Soriano
- Carita de ángel (2000-2001) - Angélica Valle de Larios
- Acapulco szépe (Alma rebelde) (1999) - Laiza Montemayor
- Esperanza (Nunca te olvidaré) (1999) - Leticia Magaña de Moraima
- Cañaveral de pasiones (1996) - Georgina "Gina" Elizondo
- Lazos de amor (1995-1996) - Patricia Paz
- Marimar (1994) - Mónica de la Colina
- Carrusel de las Américas (1992) - Alejandra Palacios de De las Casas
- Mágica juventud (1992-1993) - Patricia Grimaldi Falconi
- Atrapada (1991-1992) - Sonia Montero Baeza
- Alcanzar una estrella II (1991) - Carola Velarde

### Sorozatok
- Estrella2 (2014)
- Mujer, casos de la vida real (11 epizód) (2002-2005)
- Big Brother VIP: México (2004)
- ¡Despierta América! (2004)
- El Gordo y la flaca (2003)
- La casa de la risa (2003-2005) - Marvine

### Filmek
- Mujeres de hierro (2009) - Amanda Rey
- Amores y pasiones (2007) - Marisa
- La banda del Antrax (2002) - Jimena
- Corazón de tequila (2000) - Fernanda
- El Corrido de Santa Amalia (1998) - Ashanty
- Aunque seas ajena (1998) - Dulce / Elisa
- Jóvenes amantes (1997) - Juliana Fontait
- Amor de diamante (1995) - Fatzy Cardenal
- Trampa infernal (1990) - Carlota Valencia
- Solamente solos (1982) - Sahily